# Liu Shiying
Liu Shiying (født 24. september 1993) er en kinesisk atlet, der konkurrerer i spydkast.
Hun repræsenterede Kina ved sommer-OL 2016 i Rio de Janeiro, hvor hun blev elimineret i kvalifikationen i spydkast.
Den 6. august 2021 vandt hun guldmedaljen i kvinders spydkast ved sommer-OL 2020 i Tokyo med 66,34 meter, og blev dermed den første asiat til at vinde en olympisk guldmedalje i kvindernes spydkast og den anden kinesiske atlet, der blev kronet som olympisk mester i enhver feltbegivenhed.